# Pere Práxedes
Pere Práxedes Ripol (20 de abril de 1959 en El Prat de Llobregat, Cataluña) es un exjugador de baloncesto español. Con 1.96 de estatura, su puesto natural en la cancha era el de alero. 

## Trayectoria
- Cantera C.B. Prat y FC Barcelona[1]
- FC Barcelona (1977–1979)
- Mollet (1979–1980)
- OAR Fondomar Ferrol (1981–1982)
- Manresa (1982–1984)
- Breogán Lugo (1984–1985)
- Andorra (1985–1991)